# František Václav z Trauttmansdorffu
František Václav hrabě z Trauttmansdorffu (německy Franz Wenzel Graf von Trauttmansdorff, 31. srpna 1677 – 23. března 1753) byl český šlechtic z rodu Trauttmansdorffů.

## Životopis

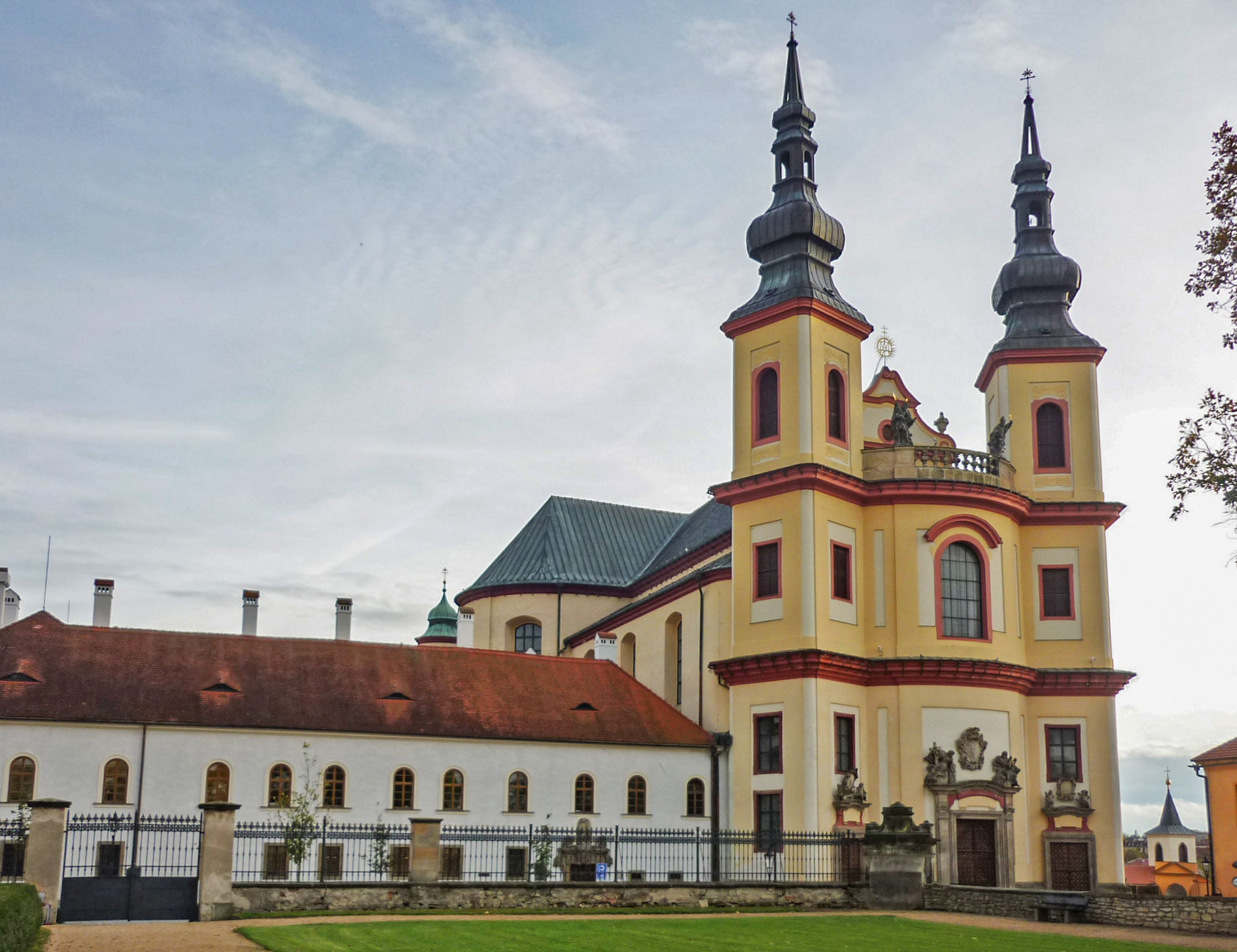
Průčelí piaristického kostela Nalezení svatého Kříže a koleje v Litomyšli, jehož donátorem František Václav byl

Narodil se jako prvorozený syn hraběte Jana Bedřicha (1619–1696) a jeho třetí manželky, hraběnky Marie Eleonory ze Šternberka (1654–1703).
V mládí studoval na jezuitských školách a na pražské univerzitě.
Po otci zdědil panství Litomyšl a roku 1708 Drnholec. Udržoval styky se slavným vojevůdcem Evženem Savojským. Od roku 1719 byl správcem císařského hřebčince v Kladrubech a do hřebčína u Nedošínského háje zavedl chov ušlechtilých koní.
Během svého života provedl barokní přestavby na litomyšlském zámku (sochy na zdech zámecké zahrady od Jiřího Františka Pacáka a Václava Hendrycha, stavba zámecké jízdárny či barokní úpravy zámeckého pivovaru, atd.). Velmi podporoval umění a řád piaristů. Za jeho vlády byl postaven piaristický kostel Nalezení sv. Kříže a budova škol.

## Rodina
Ve Vídni se 9. listopadu 1699 oženil s hraběnkou Marií Eleonorou z Kounic (17. 1. 1682 Vídeň – 28. 3. 1723 Praha), dcerou diplomata Dominika Ondřeje I. z Kounic (1654–1705) a jeho manželky Marie Eleonory ze Šternberka (1656–1706). Narodily se jim tři dcery:
- 1. Eleanora Lucie (23. 2. 1701 – 12. 3. 1763)
  - ⚭ (18. 7. 1723) František Jindřich I. Šlik z Holíče a Pasounu (28. 2. 1696 – 9. 1. 1766), tajný rada (1738–1766) nejvyšší maršálek Českého království (1741–1746)
- 2. Marie Terezie (14. 3. 1703 Praha – 31. 3. 1757 Brno)
  - ⚭ (20. 8. 1738 Vídeň) František Karel Kotulinský z Kotulína (18. 8. 1712 – 5. 5. 1772)
- 3. Marie Josefa (27. 4. 1704 Litomyšl – 12. 10. 1757 Praha)
  - ⚭ (24. 4. 1729 Vídeň) František Josef Jiří z Valdštejna-Vartenberka (24. 4. 1709 Praha – 2. 2. 1771 Mnichovo Hradiště), zakladatel duchcovsko-litomyšlské linie rodu Valdštejnů, která vymřela roku 1901 po meči.